# Kilpeck
Kilpeck är en ort och civil parish i Storbritannien.   Den ligger i grevskapet Herefordshire och riksdelen England, i den södra delen av landet, 190 km väster om huvudstaden London. 
Kilpeck civil parish utökades den 1 april 2019 med civil parishes Kenderchurch, St. Devereux, Treville och Wormbridge.
Kilpeck ligger 108 meter över havet och antalet invånare före utvidgningen är 200.
Terrängen runt Kilpeck är huvudsakligen platt, men söderut är den kuperad. Runt Kilpeck är det ganska tätbefolkat, med 93 invånare per kvadratkilometer. Närmaste större samhälle är Hereford, 11,6 km nordost om Kilpeck. Trakten runt Kilpeck består till största delen av jordbruksmark.